# City of Chester
City of Chester war ein District mit dem Status einer City in der Grafschaft Cheshire in England. Neben der Stadt Chester umfasste er ein großes, ländlich geprägtes Gebiet mit zahlreichen kleinen Dörfern, von denen Malpas und Tarvin die bedeutendsten waren.
Der District wurde am 1. April 1974 gebildet und entstand aus der Fusion des County Borough Chester sowie der Rural Districts Chester und Tarvin. Am 1. April 2009 wurde er aufgrund einer Gebiets- und Verwaltungsreform aufgelöst und ging in der neuen Unitary Authority Cheshire West and Chester auf.
Koordinaten: 53° 11′ N, 2° 53′ W